# Cercle de Haute-Saxe

Carte des cercles impériaux au début du XVIe siècle. Le cercle de Haute-Saxe figure en rouge.

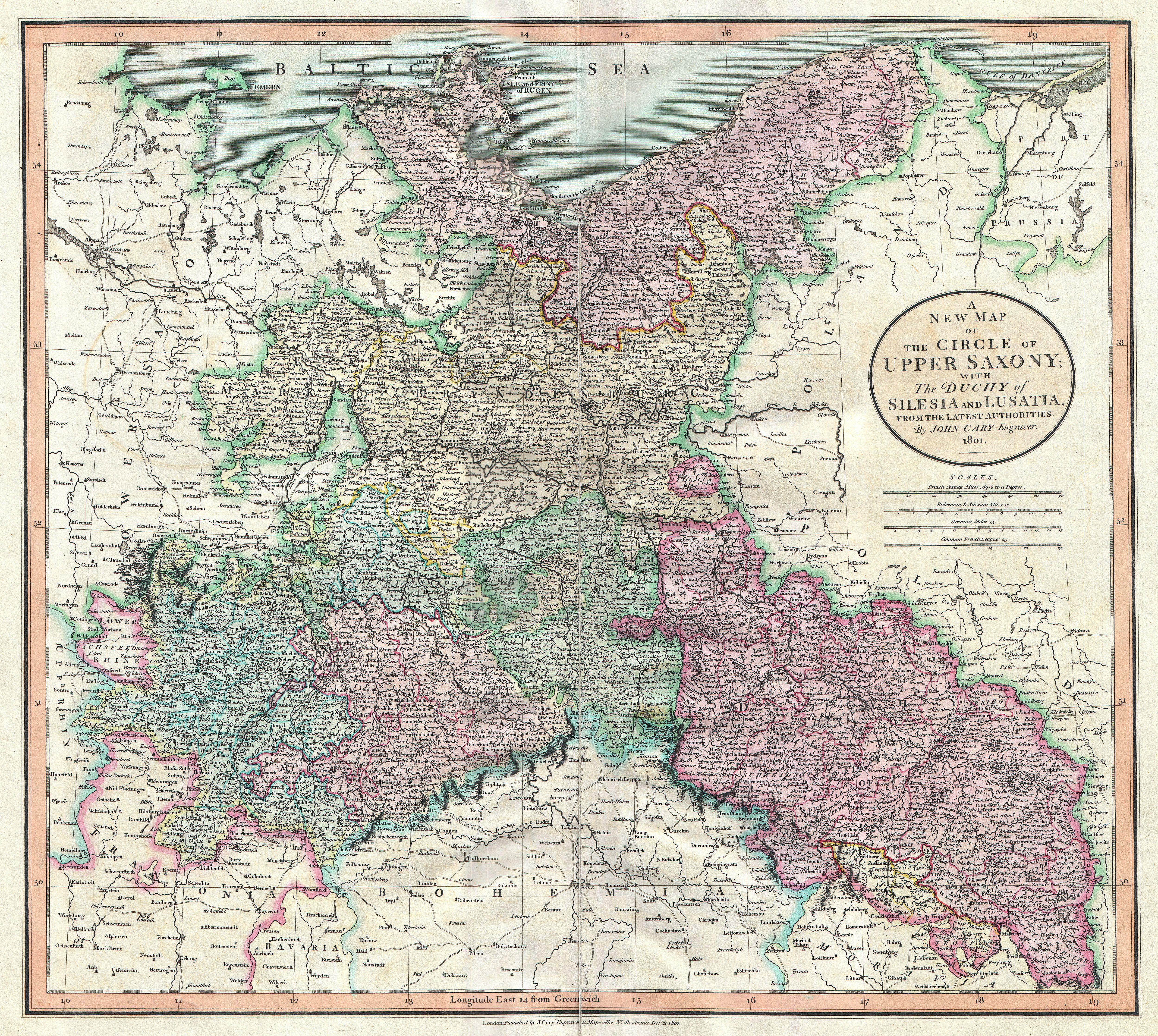
Le cercle de Haute-Saxe.

Le cercle de Haute-Saxe (en allemand, Obersächsische Reichskreis) est un cercle impérial du Saint-Empire romain germanique.

## Caractéristiques
Le cercle de Haute-Saxe est l'un des dix cercles impériaux constitués par la seconde réforme administrative de l'empereur Maximilien, en 1512 (diète de Cologne). Sa création répond à la volonté de l'empereur d'étendre aux princes électeurs le régime des cercles, auquel ils n'avaient pas été assujettis par la réforme de 1500.
Principalement situés dans le centre et le nord-est de l'Allemagne actuelle, les territoires du cercle de Haute-Saxe sont dominés par les électorats de Brandebourg et de Saxe. On y trouve également une myriade de principautés issues du démembrement progressif du patrimoine de la branche ernestine de la maison de Saxe.

## Membres

### Principautés ecclésiastiques
| Blason | Nom                     | Notes                                                                                               |
| ------ | ----------------------- | --------------------------------------------------------------------------------------------------- |
|        | Diocèse de Cammin       | Principauté depuis 1140. Sécularisé en 1650, au Brandebourg.                                        |
|        | Abbaye de Gernrode (de) | Fondée vers 960 par le margrave Géron. À l'Anhalt vers 1610-1614.                                   |
|        | Abbaye de Quedlinbourg  | Fondée en 936 par l'empereur Othon Ier. Annexée par la Prusse en 1803 à la suite du recès d'Empire. |
|        | Abbaye de Walkenried    | Fondée en 1127, obtient l'immédiateté en 1542. Sécularisée en 1648, au Brunswick-Wolfenbüttel.      |

### Principautés laïques
| Blason | Nom                                             | Notes |
| ------ | ----------------------------------------------- | --- |
|        | Principauté d'Anhalt                            | Fondée en 1212, divisée en 1252 en Anhalt-Aschersleben, Anhalt-Bernbourg et Anhalt-Zerbst. Réunifiée brièvement de 1570 à 1603, avant d'être divisée en Anhalt-Bernbourg, Anhalt-Dessau, Anhalt-Köthen, Anhalt-Plötzkau et Anhalt-Zerbst.                                                                 |
|        | Principauté d'Anhalt-Bernbourg                  | Fondé en 1603 par partition de la principauté d'Anhalt. Réunifié au sein du duché d'Anhalt en 1863. |
|        | Principauté d'Anhalt-Bernbourg-Schaumbourg-Hoym | Fondé en 1718 par partition de la principauté d'Anhalt-Bernbourg. À la principauté d'Anhalt-Bernbourg en 1812. |
|        | Principauté d'Anhalt-Dessau                     | Fondé en 1396 par partition de la principauté d'Anhalt-Zerbst. À la principauté d'Anhalt-Zerbst en 1561. Re-créé en 1603 par partition de la principauté d'Anhalt. Réunifié au sein du duché d'Anhalt en 1863.                                                                                            |
|        | Principauté d'Anhalt-Dornbourg                  | Fondé en 1667 par partition de la principauté d'Anhalt-Zerbst. À la principauté d'Anhalt-Zerbst en 1742. |
|        | Principauté d'Anhalt-Harzgerode                 | Fondé en 1635 par partition de la principauté d'Anhalt-Bernbourg. À la principauté d'Anhalt-Bernbourg en 1709. |
|        | Principauté d'Anhalt-Köthen                     | Fondé en 1396 par partition de la principauté d'Anhalt-Zerbst. À la principauté d'Anhalt-Zerbst en 1562. Re-créé en 1603 par partition de la principauté d'Anhalt. Réunifié au sein du duché d'Anhalt en 1863.                                                                                            |
|        | Principauté d'Anhalt-Mühlingen                  | Fondé en 1667 par partition de la principauté d'Anhalt-Zerbst. À la principauté d'Anhalt-Zerbst en 1714. |
|        | Principauté d'Anhalt-Plötzkau                   | Fondé en 1544 par partition de la principauté d'Anhalt-Dessau. À la principauté d'Anhalt-Zerbst en 1553. Re-créé en 1603 par partition de la principauté d'Anhalt. À la principauté d'Anhalt-Bernbourg en 1660.                                                                                           |
|        | Principauté d'Anhalt-Zerbst                     | Fondé en 1544 par partition de la principauté d'Anhalt-Dessau. Réunifié au sein de la principauté d'Anhalt en 1570. Re-créé en 1603 par partition de la principauté d'Anhalt. Partagé entre la principauté d'Anhalt-Bernbourg, la principauté d'Anhalt-Dessau] et la principauté d'Anhalt-Köthen en 1796. |
|        | Comté de Barby                                  | Fondé au XIIe siècle. Au duché de Saxe-Weissenfels en 1659. |
|        | Électorat de Brandebourg                        | Marche de Brandebourg élevée au rang d'électorat en 1356, avec la charge d'archi-chambellan du Saint-Empire. Devient royaume de Prusse en 1701. |
|        | Principauté de Hatzfeld                         | Fondée en 1631. Principauté en 1741. À l'électorat de Mayence en 1794. |
|        | Comté de Hohnstein (de)                         | Au Grubenhagen en 1593. |
|        | Comté de Klettenberg (de)                       | Fondé en 1253. Au Brunswick-Wolfenbüttel en 1593. |
|        | Comté de Lohra                                  | |
|        | Comté de Mansfeld                               | Fondé vers 1069, connaît plusieurs divisions. Extinction de la dernière lignée de comtes en 1780, biens annexés à l'électorat de Saxe et au duché de Magdebourg (prussien). |
|        | Duché de Poméranie                              | À la Suède en 1648 (Poméranie suédoise). |
|        | Seigneurie de Querfurt                          | Aux comtes de Mansfeld depuis 1496. Aux électeurs de Saxe en 1635. |
|        | Principauté de Reuss                            | Fondée vers 1122, connaît plusieurs divisions. Divisée en 1562 en Reuss-Bas-Greiz, Reuss-Gera et Reuss-Haut-Greiz (extinction en 1616). |
|        | Électorat de Saxe                               | Duché de Saxe-Wittemberg élevé au rang d'électorat en 1356, avec la charge d'archi-maréchal du Saint-Empire. |
|        | Duché de Saxe-Altenbourg                        | Créé en 1603 par partition de la Saxe-Weimar. À la Saxe-Gotha-Altenbourg en 1672. |
|        | Duché de Saxe-Cobourg                           | Créé en 1596 par partition de la Saxe-Cobourg-Eisenach. À la Saxe-Eisenach en 1633. |
|        | Duché de Saxe-Cobourg-Eisenach                  | Créé en 1572 par scission de la branche ernestine. Partition en Saxe-Cobourg et Saxe-Eisenach en 1596. |
|        | Duché de Saxe-Cobourg-Saalfeld                  | Créé en 1735 par succession de la Saxe-Saalfeld. Saxe-Cobourg et Gotha en 1826. |
|        | Duché de Saxe-Eisenach                          | Créé en 1596 par partition de la Saxe-Cobourg-Eisenach. Partage entre Saxe-Altenbourg et Saxe-Weimar en 1638. Re-créé en 1640 par partition de la Saxe-Weimar. Partage entre Saxe-Gotha et Saxe-Weimar en 1644. Re-créé en 1662 par partition de la Saxe-Weimar. Saxe-Weimar-Eisenach en 1809.            |
|        | Duché de Saxe-Eisenberg                         | Créé en 1680 par partition de la Saxe-Altenbourg. À la Saxe-Saalfeld en 1707. |
|        | Duché de Saxe-Gotha                             | Créé en 1640 par partition de la Saxe-Weimar. Saxe-Gotha-Altenbourg en 1672. |
|        | Duché de Saxe-Gotha-Altenbourg                  | Successeur en 1672 de la Saxe-Gotha. Partage entre la Saxe-Cobourg et Gotha et la Saxe-Hildburghausen en 1825. |
|        | Duché de Saxe-Hildburghausen                    | Créé en 1680 par partition de la Saxe-Gotha-Altenbourg. À la Saxe-Meiningen en 1825. |
|        | Duché de Saxe-Iéna                              | Créé en 1672 par partition de la Saxe-Weimar. Partagé en 1690 entre Saxe-Eisenach et Saxe-Weimar. |
|        | Duché de Saxe-Meiningen                         | Créé en 1680 par partition de la Saxe-Gotha-Altenbourg. |
|        | Duché de Saxe-Saalfeld                          | Créé en 1680 par partition de la Saxe-Gotha-Altenbourg. Saxe-Cobourg-Saalfeld en 1735 |
|        | Duché de Saxe-Weimar                            | Créé en 1572 par scission de la branche ernestine. Saxe-Weimar-Eisenach en 1809. |
|        | Seigneurie de Schönburg                         | Fondée vers 1130, connaît plusieurs divisions. Élevée au rang de comté en 1700. Médiatisé en 1806, au royaume de Saxe. |
|        | Comté de Schwarzbourg                           | Fondé vers 1197. Divisé en 1583 (confirmé en 1599) en Schwarzbourg-Rudolstadt et Schwarzbourg-Sondershausen. |
|        | Comté de Schwarzbourg-Rudolstadt                | Fondé en 1599 par partition du Schwarzbourg. Élevé au rang de principauté en 1711. |
|        | Comté de Schwarzbourg-Sondershausen             | Fondé en 1599 par partition du Schwarzbourg. Élevé au rang de principauté en 1711. |
|        | Comté de Stolberg (de)                          | Fondé vers 1210. Divisé en 1548 en Stolberg-Stolberg (en) et Stolberg-Rochefort. |
|        | Stolberg-Stolberg (en)                          | Fondé en 1548 par partition du Stolberg (de). Médiatisé au profit de l'électorat de Saxe en 1803. |
|        | Stolberg-Rochefort                              | Fondé en 1548 par partition du Stolberg (de). |
|        | Stolberg-Rossla                                 | Fondé en 1706 par partage du Stolberg-Stolberg (en). Médiatisé au profit de l'électorat de Saxe en 1803. |
|        | Stolberg-Wernigerode (en)                       | Fondé en 1645 en continuation du Comté de Wernigerode (de) et par partage du Stolberg-Stolberg (en). Médiatisé au profit du royaume de Westphalie en 1807. |
|        | Comté de Wernigerode (de)                       | Fondé vers 1121, en union personnelle avec le Stolberg depuis 1429. Séparé en 1645, devient Stolberg-Wernigerode (en). |